# Værker af Frédéric Chopin efter opusnummer
Dette er en liste over værker af Frédéric Chopin ordnet efter opusnummer. Der findes også en liste over Frédéric Chopins værker ordnet efter genre.
De fleste af Chopins værker er soloværker for klaver, skønt han også komponerede to klaverkoncerter (hans to koncerter, nr. 1 og nr. 2, hører til de hyppigst spillede af den romantiske periodes klaverkoncerter) samt andre værker for ensembler.
Hans større soloværker, f.eks. hans sonater, de fire scherzoer, de fire ballader, Fantaisie i f-mol (opus 49) og Barcarolle i Fis-dur (opus 60) har vundet en fast plads i det klassiske repertoire ligesom hans kortere værker, f.eks. hans polonæser, mazurkaer, valse, impromptuer og nocturner.
To væsentlige samlinger er hans Etuder (opus 10 og 25) og de 24 Præludier (opus 28) (en samling korte stykker, der følger kvintcirklens tonearter i urets retning). Derudover komponerede Chopin talrige sange med afsæt i polske digte, samt kammermusik, bl.a. en klavertrio og en cellosonate.
Denne liste benytter de traditionelle opusnumre; værker uden opusnummer er angivet med numre fra katalogerne af Maurice J. E. Brown (B), Krystyna Kobylańska (KK) og Józef Michał Chomiński (A, C, D, E, P, S).
Det sidste opusnummer, Chopin brugte, var 65 (tildelt hans Cellosonate i g-mol).
På sit dødsleje anmodede Chopin om, at alle hans uudgivne manuskripter blev tilintetgjort. Efter Chopins død bad hans mor og søstre ikke desto mindre hans ven Julian Fontana om at ordne og udgive hans efterladte værker.
Fontana udvalgte 23 efterladte værker og grupperede dem under otte opusnumre (opus 66-73). Disse værker blev udgivet i 1855.
I 1857 blev 17 polske sange, som Chopin havde skrevet i forskellige perioder af sit liv, udgivet under opusnummeret 74 (sangenes rækkefølge afspejler ikke den rækkefølge, de blev komponeret i). To andre sange blev udgivet i 1910.
Værker udgivet senere end 1857 er ikke blevet tildelt opusnumre; i stedet for benyttes skiftende katalognumre.

## Værker med opusnummer

### Udgivet i Chopins levetid
- Opus 1: Rondo i c-mol (1825; arrangeret for firehændigt klaver 1834)
- Opus 2: Variationer over ’Là ci darem la mano’ fra Mozarts opera Don Giovanni i B-dur for klaver og orkester (1827)
- Opus 3: Introduction et polonaise brillante i C-dur (1829-30)
- Opus 5: Rondo à la mazur i F-dur (1826)
- Opus 6, fire mazurkaer (nr. 1-4) (1830):
  - Nr. 1: Mazurka i fis-mol
  - Nr. 2: Mazurka i cis-mol
  - Nr. 3: Mazurka i E-dur
  - Nr. 4: Mazurka i es-mol

- Opus 7, fem mazurkaer (nr. 5-9) (1830-31):
  - Nr. 1: Mazurka i B-dur
  - Nr. 2: Mazurka i a-mol
  - Nr. 3: Mazurka i f-mol
  - Nr. 4: Mazurka i As-dur
  - Nr. 5: Mazurka i C-dur

- Opus 8: Trio for violin, cello og klaver i g-mol (1829)

- Opus 9, tre nocturner (1830-31):
  - Nr. 1: Nocturne i b-mol
  - Nr. 2: Nocturne i Es-dur
  - Nr. 3: Nocturne i H-dur

- Opus 10, 12 etuder (1829-32):
  - Nr. 1: Etude i C-dur, Waterfall ("Vandfald") (1830)
  - Nr. 2: Etude i a-mol, Chromatic ("Den Kromatiske") (1830)
  - Nr. 3: Etude i E-dur, Tristesse ("Tristesse") eller L’adieu ("Afskeden") (1832)
  - Nr. 4: Etude i cis-mol, Torrent ("Malstrøm") (1832)
  - Nr. 5: Etude i Ges-dur, Black Keys ("Sorte Tangenter") (1830)
  - Nr. 6: Etude i es-mol (1830)
  - Nr. 7: Etude i C-dur, Toccata (1832)
  - Nr. 8: Etude i F-dur, Sunshine ("Solskin") (1829)
  - Nr. 9: Etude i f-mol (1829)
  - Nr. 10: Etude i As-dur (1829)
  - Nr. 11: Etude i Es-dur, Arpeggio (1829)
  - Nr. 12: Etude i c-mol, Revolutionary ("Revolutionsetuden") (1831)

- Opus 11: Klaverkoncert nr. 1 i e-mol (1830)

- Opus 12: Variations brillantes i B-dur over ’Je vends des scapulaires’ fra Hérolds Ludovic (1833)

- Opus 13: Fantaisie brillante over polske melodier i A-dur (1828)
- Opus 14: Rondo à la Krakowiak i F-dur (1828)
- Opus 15, tre nocturner (1830-33):
  - Nr. 1: Nocturne i F-dur (1830-31)
  - Nr. 2: Nocturne i Fis-dur (1830-31)
  - Nr. 3: Nocturne i g-mol (1833)

- Opus 16: Rondo i Es-dur (1832)

- Opus 17, fire mazurkaer (nr. 10-13) (1832-33):
  - Nr. 1: Mazurka i B-dur
  - Nr. 2: Mazurka i e-mol
  - Nr. 3: Mazurka i As-dur
  - Nr. 4: Mazurka i a-mol

- Opus 18: Grande valse brillante i Es-dur (1833)

- Opus 19: Bolero (1833)

- Opus 20: Scherzo nr. 1 i h-mol (1831-32)

- Opus 21: Klaverkoncert nr. 2 i f-mol (1829-30)

- Opus 22: Andante spianato et grande polonaise brillante i Es-dur (1830-31; soloværk for klaver 1834)[3]
- Opus 23: Ballade nr. 1 i g-mol (1835-36)
- Opus 24, fire mazurkaer (nr. 14-17) (1834-35):
  - Nr. 1: Mazurka i g-mol
  - Nr. 2: Mazurka i C-dur
  - Nr. 3: Mazurka i As-dur
  - Nr. 4: Mazurka i b-mol

- Opus 25, 12 etuder (1832-36):
  - Nr. 1: Etude i As-dur, Aeolian Harp ("Den Æoliske Harpe"), eller Shepherd Boy ("Hyrdedrengen") (1836)
  - Nr. 2: Etude i f-mol, The Bees ("Bierne") (1836)
  - Nr. 3: Etude i F-dur, The Horseman ("Rytteren") (1836)
  - Nr. 4: Etude i a-mol (1832-34)
  - Nr. 5: Etude i e-mol, Wrong Note ("Forkert Tone") (1832-34)
  - Nr. 6: Etude i gis-mol, Double Third ("Dobbeltterts") (1832-34)
  - Nr. 7: Etude i cis-mol, Cello (1836)
  - Nr. 8: Etude i Des-dur, Sixths ("Sekster") (1832-34)
  - Nr. 9: Etude i Ges-dur, Butterfly ("Sommerfuglen") (1832-34)
  - Nr. 10: Etude i h-mol, Octave ("Oktav") (1832-34)
  - Nr. 11: Etude i a-mol, Winter Wind ("Vinterbrise") (1834)
  - Nr. 12: Etude i c-mol, Ocean (1836)

- Opus 26, to polonæser (1834-35):
  - Nr. 1: Polonæse i cis-mol
  - Nr. 2: Polonæse i es-mol

- Opus 27, to nocturner (1835):
  - Nr. 1: Nocturne i cis-mol
  - Nr. 2: Nocturne i Des-dur

- Opus 28, 24 præludier (1836-39):
  - Nr. 1: Præludium i C-dur (1839)
  - Nr. 2: Præludium i a-mol (1838)
  - Nr. 3: Præludium i G-dur (1838-39)
  - Nr. 4: Præludium i e-mol (1838)
  - Nr. 5: Præludium i D-dur (1838-39)
  - Nr. 6: Præludium i h-mol (1838-39)
  - Nr. 7: Præludium i A-dur (1836)
  - Nr. 8: Præludium i fis-mol (1838-39)
  - Nr. 9: Præludium i E-dur (1838-39)
  - Nr. 10: Præludium i cis-mol (1838-39)
  - Nr. 11: Præludium i H-dur (1838-39)
  - Nr. 12: Præludium i gis-mol (1838-39)
  - Nr. 13: Præludium i Fis-dur (1838-39)
  - Nr. 14: Præludium i es-mol (1838-39)
  - Nr. 15: Præludium i Des-dur, Regndråbepræludiet (1838-39)
  - Nr. 16: Præludium i b-mol (1838-39)
  - Nr. 17: Præludium i As-dur (1836)
  - Nr. 18: Præludium i f-mol (1838-39)
  - Nr. 19: Præludium i Es-dur (1838-39)
  - Nr. 20: Præludium i c-mol, Chord ("Akkord") eller Funeral March ("Begravelsesmarch") (1838-39)
  - Nr. 21: Præludium i B-dur (1838-39)
  - Nr. 22: Præludium i g-mol (1838-39)
  - Nr. 23: Præludium i F-dur (1838-39)
  - Nr. 24: Præludium i d-mol (1838-39)

- Opus 29: Impromptu nr. 1 i As-dur (1837)

- Opus 30, fire mazurkaer (nr. 18-21) (1836-37):
  - Nr. 1: Mazurka i c-mol
  - Nr. 2: Mazurka i h-mol
  - Nr. 3: Mazurka i Des-dur
  - Nr. 4: Mazurka i cis-mol

- Opus 31: Scherzo nr. 2 i b-mol (1837)

- Opus 32, to nocturner (1836-37):
  - Nr. 1: Nocturne i H-dur (1836-37)
  - Nr. 2: Nocturne i As-dur (1836-37)

- Opus 33, fire mazurkaer (nr. 22-25) (1837-38):
  - Nr. 1: Mazurka i gis-mol
  - Nr. 2: Mazurka i D-dur
  - Nr. 3: Mazurka i C-dur
  - Nr. 4: Mazurka i h-mol

- Opus 34, Trois grandes valses brillantes (1831-1838):
  - Nr. 1: Vals i As-dur (1835)
  - Nr. 2: Vals i a-mol (1831)
  - Nr. 3: Vals i F-dur (1838)

- Opus 35: Klaversonate nr. 2 i b-mol (med Begravelsesmarchen, 3. sats) (1839)
- Opus 36: Impromptu nr. 2 i Fis-dur (1839)
- Opus 37, to nocturner (1838-39):
  - Nr. 1: Nocturne i g-mol (1838)
  - Nr. 2: Nocturne i G-dur (1839)
- Opus 38: Ballade nr. 2 i F-dur (1836-39)
- Opus 39: Scherzo nr. 3 i cis-mol (1839)

- Opus 40, to polonæser (1838-39):
  - Nr. 1: Polonæse i A-dur, Military ("Den Militære") (1838)
  - Nr. 2: Polonæse i c-mol (1838-39)

- Opus 41, fire mazurkaer (nr. 26-29) (1838-39):
  - Nr. 1: Mazurka i cis-mol (1839)
  - Nr. 2: Mazurka i e-mol (1838)
  - Nr. 3: Mazurka i H-dur (1839)
  - Nr. 4: Mazurka i As-dur (1839)

- Opus 42: Vals i As-dur (1840)

- Opus 43: Tarantel i As-dur (1841)

- Opus 44: Polonæse i f-mol, Tragic ("Den Tragiske") (1841)

- Opus 45: Præludium i cis-mol (1841)

- Opus 46: Allegro de concert i A-dur (1832-41)

- Opus 47: Ballade nr. 3 i As-dur (1841)

- Opus 48, to nocturner (1841):
  - Nr. 1: Nocturne i c-mol
  - Nr. 2: Nocturne i fis-mol

- Opus 49: Fantaisie i f-mol (1841)

- Opus 50, tre mazurkaer (nr. 30-32) (1841-42):
  - Nr. 1: Mazurka i G-dur
  - Nr. 2: Mazurka i As-dur
  - Nr. 3: Mazurka i cis-mol

- Opus 51: Impromptu nr. 3 i Ges-dur (1843)

- Opus 52: Ballade nr. 4 i f-mol (1842-43)

- Opus 53: Polonæse i As-dur, Heroic ("Den Heroiske") eller Drum ("Tromme") (1842)

- Opus 54: Scherzo nr. 4 i E-dur (1842)

- Opus 55, to nocturner (1843):
  - Nr. 1: Nocturne i f-mol
  - Nr. 2: Nocturne i Es-dur

- Opus 56, tre mazurkaer (nr. 33-35) (1843):
  - Nr. 1: Mazurka i H-dur
  - Nr. 2: Mazurka i C-dur
  - Nr. 3: Mazurka i c-mol

- Opus 57: Berceuse i Des-dur (1843)

- Opus 58: Klaversonate nr. 3 i h-mol (1844)

- Opus 59, tre mazurkaer (nr. 36-38) (1845):
  - Nr. 1: Mazurka i a-mol
  - Nr. 2: Mazurka i As-dur
  - Nr. 3: Mazurka i fis-mol

- Opus 60: Barcarolle i Fis-dur (1845-46)

- Opus 61: Polonaise-Fantaisie i As-dur (1845-46)

- Opus 62, to nocturner (1846):
  - Nr. 1: Nocturne i H-dur
  - Nr. 2: Nocturne i E-dur

- Opus 63, tre mazurkaer (nr. 39-41) (1846):
  - Nr. 1: Mazurka i H-dur
  - Nr. 2: Mazurka i f-mol
  - Nr. 3: Mazurka i cis-mol

- Opus 64, tre valse (1846):
  - Nr. 1: Vals i Des-dur, Minutvalsen (1846)
  - Nr. 2: Vals i cis-mol (1846)
  - Nr. 3: Vals i As-dur (ca. 1840)

- Opus 65: Cellosonate i g-mol (1845-46)

### Udgivet posthumt
- Opus 4: Klaversonate nr. 1 i c-mol (1828)

- Opus 66: Fantaisie-Impromptu i cis-mol (1834)

- Opus 67, fire mazurkaer (nr. 42-45; 1835-49; udgivet 1855):
  - Nr. 1: Mazurka i G-dur (1835)
  - Nr. 2: Mazurka i g-mol (1849)
  - Nr. 3: Mazurka i C-dur (1835)
  - Nr. 4: Mazurka i a-mol (1846)

- Opus 68, fire mazurkaer (nr. 46-49; 1827-49; udgivet 1855):
  - Nr. 1: Mazurka i C-dur (1829)
  - Nr. 2: Mazurka i a-mol (1827)
  - Nr. 3: Mazurka i F-dur (1829)
  - Nr. 4: Mazurka i f-mol (1849) (sidste værk)

- Opus 69, to valse (udgivet 1852):
  - Nr. 1: Vals i As-dur, L’Adieu ("Afskedsvalsen") (1835)
  - Nr. 2: Vals i h-mol (1829)

- Opus 70, tre valse (udgivet 1855):
  - Nr. 1: Vals i Ges-dur (1833)
  - Nr. 2: Vals i f-mol (1841)
  - Nr. 3: Vals i Des-dur (1829)

- Opus 71, tre polonæser (1825-28):
  - Nr. 1: Polonæse i d-mol (1825)
  - Nr. 2: Polonæse i B-dur (1828)
  - Nr. 3: Polonæse i f-mol (1828)

- Opus 72 (1827-30):
  - Nr. 1: Nocturne i e-mol (1827)
  - Nr. 2: Marche funèbre ("Begravelsesmarch") i c-mol (1829; B. 20)
  - Nr. 3: Tre ecossaiser (1830)
    - Nr. 1 i D-dur
    - Nr. 2 i G-dur
    - Nr. 3 i Des-dur

- Opus 73: Rondo i C-dur; versioner for tohændigt og firehændigt klaver (1828)

- Opus 74, 17 sange (1829-1847; på polsk):
  - Nr. 1: Życzenie ("Ønsket") (1829)
  - Nr. 2: Wiosna ("Forår") (1838)
  - Nr. 3: Smutna Rzeka ("Den Triste Flod") (1831)
  - Nr. 4: Hulanka ("Festlighed") (1830)
  - Nr. 5: Gdzie lubi ("Det hun elsker") (1829)
  - Nr. 6: Precz z moich oczu ("Ude af mit syn") (1830)
  - Nr. 7: Poseł ("Budbringeren") (1830)
  - Nr. 8: Śliczny chłopiec ("Den kønne dreng") (1841)
  - Nr. 9: Z gór, gdzie dźwigali strasznych krzyżów brzemię [Melodia] ("Fra bjergene, hvor de bar tunge kors [melodi]") (1847)
  - Nr. 10: Wojak ("Krigeren") (1830)
  - Nr. 11: Dwojaki koniec ("De to ender") (1845)
  - Nr. 12: Moja pieszczotka ("Min skat") (1837)
  - Nr. 13: Nie ma czego trzeba ("Jeg ønsker, hvad jeg ej har") (1845)
  - Nr. 14: Pierścień ("Ringen") (1836)
  - Nr. 15: Narzeczony ("Brudgommen") (1831)
  - Nr. 16: Piosnka litewska ("Litauisk sang") (1831)
  - Nr. 17: Śpiew z mogiłki ("Bladene daler, hymne fra graven") (1836)

## Værker uden opusnummer

### Udgivet i Chopins levetid
- 1817: Polonæse i g-mol, B. 1, KK IIa/1, S 1/1 (1817)
- 1826: 2 Mazurkaer (G-dur, B-dur), B. 16, KK IIa/2-3, S 1/2 (1826)
- 1833: Grand Duo concertant for cello og klaver i E-dur (komponeret sammen med Auguste Franchomme), B. 70, KK IIb/2, S 2/1 (1832)
- 1839: Variation nr. 6 i E-dur fra Hexaméron, B. 113, S 2/2 (1837)
- 1840: Trois nouvelles études (f-mol, As-dur, Des-dur), B. 130, KK IIb/3, S 2/3 (1839)
- 1841: Mazurka i a-mol, ’Notre Temps’ (nr. 50), B. 134, KK IIb/4, S 2/4 (1840)
- 1841: Mazurka i a-mol, ’Émile Gaillard’ (nr. 51), B. 140, KK IIb/5, S 2/5 (1841)
- 1843: Contredanse i Ges-dur, B. 17, KK Anh Ia/4, A 1/4 (1826) (tvivlsom)

### Udgivet posthumt
- 1851: Variationer i E-dur over sangen ’Der Schweizerbub: Steh’ auf, steh’ auf o du Schweizer Bub’, også kendt som Introduction et Variations sur un Lied allemand, B. 14, KK IVa/4, P 1/4 (1826; udgivet 1851)
- 1856: Sangen Jakież kwiaty, jakie wianki i C-dur, B. 39, KK Iva/9, P 1/9 (1829)
- 1864: Polonæse i gis-mol, B. 6, KK IVa/3, P 1/3 (1822)
- 1868: Vals i e-mol, B. 56, KK IVa/15, P 1/15 (1830)
- 1870: Polonæse i Ges-dur, B. 36, KK IVa/8, P 1/8 (1829)
- 1870: Mazurka i C-dur, B. 82, KK IVb/3, P 2/3 (1833)
- 1871: Vals i E-dur, B. 44, KK IVa/12, P 1/12 (1829)
- 1875: 2 Mazurkaer (G-dur, B-dur), B. 16, KK. IIa/2-3, S 1/2 (1826; disse er originaludgaverne af værkerne; de reviderede udgaver blev oprindeligt udgivet i det år, de blev komponeret (1826) uden opusnummer)
- 1875: Mazurka i D-dur, B. 31, KK IVa/7, P 1/7 (1829)
- 1875: Nocturne i cis-mol, Lento con gran espressione, B. 49, KK IVa/16, P 1/16 (1830)
- 1879: Polonæse i b-mol, Adieu à Guillaume Kolberg, B. 13, KK IVa/5, P 1/5 (1826)
- 1881: Variationer i A-dur, Souvenir de Paganini, B. 37, KK IVa/10, P 1/10 (1829)
- 1898: Fuga i a-mol, B. 144, KK IVc/2, P 3/1 (1841–1842)
- 1902: Polonæse i As-dur, B. 5, KK IVa/2, P 1/2 (1821)
- 1902: Vals i As-dur, B. 21, KK IVa/13, P 1/13 (1827)
- 1902: Vals i Es-dur, B. 46, KK IVa/14, P 1/14 (1829–1830)
- 1909: Mazurka i B-dur, B. 73, KK IVb/1, P 2/1 (1832)
- 1910: Mazurka i D-dur, ’Mazurek’, B. 4, KK Anh. Ia/1, A 1/1 (1820)
- 1910: Sangen Dumka ("Drømmeri") i a-mol, B. 132, KK IVb/9, P 2/9 (1840)
- 1910: Album Leaf i E-dur (Moderato), B. 151, KK IVb/12, P 2/12 (1843)
- 1918: Præludium i As-dur (dedikeret til Pierre Wolff), B. 86, KK. IVb/7, P 2/7 (1834)
- 1930: Mazurka i As-dur, B. 85, KK. IVb/4, P 2/4 (1834)
- 1930: Præludium og Andantino animato i F-dur, KK Anh Ia/2-3, A 1/2-3 (tvivlsom)
- 1931: Cantabile i B-dur, B. 84, KK IVb/6
- 1932: Vals i fis-mol, Valse mélancolique, KK Ib/7, A 1/7 (anset for tvivlsom)
- 1938: Largo i Es-dur, B. 109, KK. IVb/5
- 1938: Nocturne i c-mol, B. 108, KK IVb/8, P 2/8 (1837)
- 1947: Polonæse i B-dur, B. 3, KK IVa/1, P 1/1 (1817)
- 1948: Kanon i f-mol, B. 129b, KK IVc/1
- 1954: Sangen Czary ("Fortryllelse") i d-mol, B. 51, KK IVa/11, P 1/11 (1830; en faksimile-version var blevet udgivet i 1910)
- 1955: Variationer i E-dur for fløjte og klaver over ’Non più mesta’ fra Rossinis Le Cenerentola, B. 9, KK. Anh. Ia/5, (1824) (tvivlsom)
- 1955: Sostenuto (også kendt som Klavierstück; Vals) i Es-dur, B. 133, KK IVb/10, P 2/10 (1840)
- 1955: Vals i a-mol, B. 150, KK IVb/11, P 2/11 (1843)
- 1965: Introduktion, Tema og Variationer i D-dur over en veneziansk melodi (for firehændigt klaver), B. 12a, KK IVa/6 (1826)
- 1968: Bourrée nr. 1 i G-dur, B. 160b/1, KK VIIb/1, D 2/1 (1848)
- 1968: Bourrée nr. 2 i A-dur, B. 160b/2, KK VIIb/2, D 2/2 (1846)
- ?: Galop i As-dur (Galop Marquis), KK IVc/13, P 2/13 (1846)
- ?: Nocturne i cis-mol (Nocturne oubliée), KK Anh Ia/6, A1/6 (tvivlsom)
- ?: Variationer i D-dur eller h-mol over en irsk nationalmelodi (af Thomas Moore) for to klaverer, B. 12a, P. 1/6 (1826)
- ?: Mazurka i D-dur, P 2/2 (1832)
- ?: Klavierstück i Es-dur, P 2/5 (1837)
- ?: Klavierstück i B-dur, P 2/6 (1834)
- ?: Præludium i es-mol, Devil’s Trill ("Djævelens Trille")